# William Pinkney
Pour les articles homonymes, voir Pinkney.
William Pinkney (17 mars 1764 - 25 février 1822) est un homme politique et diplomate américain, qui fut procureur général des États-Unis.

## Biographie
Né à Annapolis, dans le Maryland, il étudie la médecine (qu'il ne pratiquera pas) et le droit, qu'il exerce après son admission au barreau en 1786. Il exerce dans le comté de Harford, dans le Maryland, et participe à la convention constitutionnelle de l'État.
Élu à la chambre des représentants du Maryland de 1788 à 1792, puis à nouveau en 1795, il devient représentant à la Chambre en 1791, puis entre 1815 et 1816. Maire d'Annapolis de 1795 à 1800, Procureur général du Maryland de 1805 à 1806, il est nommé co-ministre à la Cour de Saint James (ambassadeur au Royaume-Uni) avec James Monroe de 1806 à 1807. Ils y négocient le traité dit Monroe-Pinkney, rejeté par le président Thomas Jefferson et qui ne prendra jamais effet.
En 1811, il rejoint le cabinet du président James Monroe, en tant que procureur général, poste qu'il occupe jusqu'en 1814.
Durant la guerre de 1812, il sert avec un grade de major, et est blessé lors de la Bataille de Bladensburg, en août 1814. Après la guerre, il redevient représentant du Maryland, de 1815 à 1816. Il est ambassadeur des États-Unis en Russie, avec une mission spéciale au royaume de Naples de 1816 à 1818, avant de devenir sénateur du Maryland en 1819.
Il meurt le 25 février 1822 à Washington, et y est enterré au cimetière du Congrès.